# GOLDEN☆BEST 天地真理 コンプリート・シングル・コレクション・アンド・モア
『GOLDEN☆BEST 天地真理 コンプリート・シングル・コレクション・アンド・モア』（ゴールデン☆ベスト あまちまり コンプリート・シングル・コレクション・アンド・モア）は、天地真理のベスト・アルバム。2002年11月20日発売。発売元はソニー・ミュージックハウス。規格品番はMHCL-175/6。2009年8月19日にはBlu-spec CD盤（MHCL-20074/5）が限定発売された。

## 解説
CD帯コピー：“ソニーの白雪姫”・真理ちゃんの初のコンプリート・シングル・コレクション 未発表の2曲に初CD化25曲を含む全46曲収録!!
各レコード会社から発売されているゴールデン☆ベストシリーズのうちで、ソニーレコード系列から初期に発売された作品のひとつ。天地真理にとって初めてCD2枚組で発売された商品。未発表曲が各ディスクに1曲ずつ収録。内容は下記の通り。
- ディスク1は、1970年代と1980年代に発表した全シングルレコードA面曲を収録。アルバム名で言うところの「コンプリート・シングル・コレクション」に該当。加え、公式なシングルA面ではない楽曲「夏を忘れた海」の未発表バージョンが追加収録された。
- ディスク2は、シングルレコードB面曲やスタジオ・アルバム、ライブ・アルバムからの選曲。当時、CD化があまり進んでいなかった1970年代中期の楽曲を中心とし、オリジナル楽曲のみならずカバー曲も含まれている。アルバム名で言うところの「アンド・モア」に該当。未発表曲「ひとかかえの愛」が収録された。

2006年10月1日に歌手デビュー35周年を記念したCD-BOX『天地真理 プレミアム・ボックス』（DYCL-1201/10）が発売されたが、そのボックス内にシングルA面曲だけを集めたディスクがあり、本ベスト・アルバムのディスク1とほぼ同等内容である。
歌詞ブックレットの最終ページに、ベスト盤を除くLPアルバムとシングルレコードの簡略なディスコグラフィ及び天地本人のプロフィールが掲載されている。裏表紙には収録シングル盤のディスクジャケット一覧付。ブルースペック盤（後述）には、ディスコグラフィに『天地真理 プレミアム・ボックス』が追加されている。
音源は、SBM（Super Bit Mapping）という、ソニーが持つ技術のフォーマットでデジタル・リマスタリングされたため、高音質になった。2009年8月19日には、特殊なCDプレーヤーでなくても高音質再生が可能、と喧伝されているブルースペックCD（Blu-spec CD）盤が初回生産限定で発売された。パッケージ内には、ブルースペックCDの技術を解説したフライヤーが封入。
2013年4月17日には、1970年代のシングルから選ばれたA面曲と後期のアルバム収録曲に、冠番組『真理ちゃんシリーズ』のテーマ曲をボーナス・トラックとして収録した廉価盤『GOLDEN☆BEST 天地真理』が発売された。

## 収録曲

### Disc 1
1. 水色の恋（3分3秒）
  - 作詞: 田上えり・PESCE CARLOS 、作曲: 田上みどり・LATASA FELICIANO、編曲: 森岡賢一郎
2. ちいさな恋（3分27秒）
  - 作詞: 安井かずみ、作曲: 浜口庫之助、編曲: 馬飼野俊一
3. ひとりじゃないの（3分36秒）
  - 作詞: 小谷夏、作曲: 森田公一、編曲: 馬飼野俊一
4. 虹をわたって（3分09秒）
  - 作詞: 山上路夫、作曲: 森田公一、編曲: 馬飼野俊一
5. ふたりの日曜日（3分14秒）
  - 作詞: 山上路夫、作曲: 平尾昌晃、編曲: 竜崎孝路
6. 若葉のささやき（3分03秒）
  - 作詞: 山上路夫、作曲: 森田公一、編曲: 竜崎孝路
7. 恋する夏の日（3分00秒）
  - 作詞: 山上路夫、作曲: 森田公一、編曲: 馬飼野俊一
8. 空いっぱいの幸せ（2分58秒）
  - 作詞: 山上路夫、作曲: 森田公一、編曲: 竜崎孝路
9. 恋人たちの港（3分01秒）
  - 作詞: 山上路夫、作曲: 森田公一、編曲: 竜崎孝路
10. 恋と海とTシャツと（2分39秒）
  - 作詞: 安井かずみ、作曲: 森田公一、編曲: 竜崎孝路
11. 想い出のセレナーデ（3分37秒）
  - 作詞: 山上路夫、作曲: 森田公一、編曲: 竜崎孝路
12. 木枯らしの舗道（3分27秒）
  - 作詞: 山上路夫、作曲: 森田公一、編曲: 穂口雄右
13. 愛のアルバム（3分18秒）
  - 作詞: 山上路夫、作曲・編曲: 森田公一
14. 初めての涙（3分46秒）
  - 作詞: 安井かずみ、作曲: 宮川泰、編曲: 森岡賢一郎
15. さよならこんにちわ（2分41秒）
  - 作詞: 山口洋子・安井かずみ、作曲・編曲: 筒美京平
16. 夕陽のスケッチ（3分22秒）
  - 作詞: 宮中雲子、作曲: 筒美京平、編曲: 萩田光雄
17. 矢車草（3分3秒）
  - 作詞: 岩谷時子、作曲: 筒美京平、編曲: 森岡賢一郎
18. 愛の渚（2分36秒）
  - 作詞: 岩谷時子、作曲: 弾厚作、編曲: 森岡賢一郎
19. 夢ほのぼの（3分18秒）
  - 作詞: 橋本淳、作曲: 小林亜星、編曲: 森岡賢一郎
20. 愛・つづれ織り（4分05秒）
  - 作詞: 松本隆、作曲: 森田公一、編曲: 渡辺茂樹
21. 初恋のニコラ（4分21秒）
  - 作詞・作曲: MATE PETERS・NAGY ISTVAN・MICHEL MALLORY、訳詞: 麻木かおる、編曲: 青木望
22. 私が雪だった日（3分36秒）
  - 作詞: 山川啓介、作曲: 網倉一也、編曲: 石川鷹彦
23. 夏を忘れた海（未発表バージョン）（3分31秒）
  - 作詞: 安井かずみ、作曲: 森田公一、編曲: 戸塚修

### Disc 2
1. 一枚の写真（3分54秒）
  - 作詞: 安井かずみ、作曲・編曲: 川口真
  - スタジオ・アルバム『小さな人生』（1975年12月：SOLL-197）より
2. レイン・ステイション（3分33秒）
  - 作詞: 松本隆、作曲: 筒美京平、編曲: 林哲司
  - スタジオ・アルバム『小さな人生』より
3. 家なき子（2分58秒）
  - 作詞: 松本隆、作曲: 筒美京平、編曲: 萩田光雄
  - スタジオ・アルバム『小さな人生』より
4. ある恋の感想（2分49秒）
  - 作詞: 安井かずみ、作曲: 筒美京平、編曲: 穂口雄右
  - スタジオ・アルバム『小さな人生』より
5. 明日また（3分11秒）
  - 作詞: 安井かずみ・山口洋子、作曲・編曲: 筒美京平
  - シングル「さよならこんにちわ」（1975年9月：SOLB-309）B面曲
6. 明日への愛（3分45秒）
  - 作詞: 安井かずみ、作曲: 筒美京平、編曲: 萩田光雄
  - スタジオ・アルバム『小さな人生』より
7. 小さな人生（2分58秒）
  - 作詞: 安井かずみ、作曲: 筒美京平、編曲: 萩田光雄
  - シングル「夕陽のスケッチ」（1975年12月：SOLB-343）B面曲
8. 一杯のレモンティー（2分46秒）
  - 作詞: 岩谷時子、作曲: 筒美京平、編曲: 森岡賢一郎
  - シングル「矢車草」（1976年4月：SOLB-412）B面曲
9. ひまわりの小径（3分06秒）
  - 作詞: 林春生、作曲: 筒美京平、編曲: 馬飼野俊一、原曲歌唱: チェリッシュ
  - スタジオ・アルバム『虹をわたって』（1972年9月：SOLL-12）より
10. 恋の風車（3分17秒）
  - 作詞: 林春生、作曲: 筒美京平、編曲: 竜崎孝路、原曲歌唱: チェリッシュ
  - スタジオ・アルバム『恋と海とTシャツと/恋人たちの港』（1974年6月：SOLL-73）より
11. ある雨の日の情景（2分38秒）
  - 作詞: 伊庭啓子、作曲: 吉田拓郎、編曲: 竜崎孝路、原曲歌唱: よしだたくろう
  - スタジオ・アルバム『恋と海とTシャツと/恋人たちの港』より
12. サルビアの花（3分35秒）
  - 作詞: 相沢靖子、作曲: 早川義夫、編曲: 竜崎孝路、原曲歌唱: 早川義夫
  - スタジオ・アルバム『恋と海とTシャツと/恋人たちの港』より
13. あなた（4分52秒）
  - 作詞・作曲: 小坂明子、編曲: 竜崎孝路、原曲歌唱: 小坂明子
  - スタジオ・アルバム『恋と海とTシャツと/恋人たちの港』より
14. 牧場の乙女（2分49秒）
  - 作詞: 山上路夫、作曲: 森田公一、編曲: 竜崎孝路
  - スタジオ・アルバム『恋する夏の日』（1973年9月：SOLJ-77）より
15. 明日への出発（2分48秒）
  - 作詞: 安井かずみ、作曲: 加藤和彦、編曲: 竜崎孝路
  - スタジオ・アルバム『恋する夏の日』より
16. 渚の誓い（3分21秒）
  - 作詞: ちあき哲也、作曲・編曲: 馬飼野俊一
  - スタジオ・アルバム『恋する夏の日』より
17. さよならは心をこめて（3分18秒）
  - 作詞: 山上路夫、作曲: 森田公一、編曲: 馬飼野俊一
  - スタジオ・アルバム『空いっぱいの幸せ/ポップス&フォーク』（1973年12月：SOLL-55）より
18. 素晴らしい青春（3分20秒）
  - 作詞: 山上路夫、作曲: 森田公一、編曲: 竜崎孝路
  - スタジオ・アルバム『恋と海とTシャツと/恋人たちの港』より
19. わたしの場合（3分14秒）
  - 作詞: 安井かずみ、作曲: 森田公一、編曲: 馬飼野俊一
  - シングル「想い出のセレナーデ」（1974年9月：SOLB-173）B面曲
20. ブランコ（3分13秒）
  - 作詞: 山上路夫、作曲: 森田公一、編曲: 竜崎孝路
  - シングル「木枯らしの舗道」（1974年12月：SOLB-202）B面曲
21. 君よ知るや南の国（3分22秒）
  - 原作: ゲーテ、訳詞: 安井かずみ、作曲: トーマ、編曲: 宮川泰
  - シングル「初めての涙」（1975年5月：SOLB-273）B面曲
22. ひとかかえの愛（2分05秒）
  - 作詞: 藤公之介、作曲: 森田公一、編曲: 戸塚修
23. また逢うためにさようなら -Live-（3分13秒）
  - 作詞: 鈴木悦夫、作曲: 森田公一、編曲: 竜崎孝路
  - ライブ・アルバム『天地真理オン・ステージ』（1974年12月：SOLI-1-2）より

## 関連作品
- 天地真理 プレミアム・ボックス（2006年10月1日発売：DYCL-1201/10）
- GOLDEN☆BEST 小柳ルミ子 シングル・コレクション（2005年3月24日発売：MHCL-518/9）
- GOLDEN☆BEST 南沙織 コンプリート・シングルコレクション（2010年9月8日発売：MHCL-1788/9）
- GOLDEN☆BEST 南沙織 筒美京平を歌う（2002年6月19日発売：MHCL-113/4）
- GOLDEN☆BEST 新三人娘 〜天地真理・小柳ルミ子・南沙織〜（2011年8月17日発売：MHCL-1933/4）